# Portugal op het Eurovisiesongfestival 1991
Portugal nam deel aan het Eurovisiesongfestival 1991 in Rome, Italië. Het was de 28ste deelname van het land op het Eurovisiesongfestival. De selectie verliep via het jaarlijkse Festival da Canção. De RTP was verantwoordelijk voor de Portugese bijdrage voor de editie van 1991.

## Selectieprocedure
Net zoals de voorbije jaren werd ook dit jaar de kandidaat gekozen via het jaarlijkse Festival da Canção.
In totaal deden er 88 liedjes mee aan deze finale en de winnaar werd aangeduid door middel van 22 regionale jury's.
Finale
| Volgorde | Artiest                       | Lied                | Punten | Plaats |
| -------- | ----------------------------- | ------------------- | ------ | ------ |
| 1        | Mariel                        | No teu sorriso      | 85     | 5de    |
| 2        | Toy                           | E até quando        | 75     | 6de    |
| 3        | T & Gus                       | Bye Lili Bye        | 126    | 4de    |
| 4        | Bloco                         | Fazer uma canção    | 155    | 2de    |
| 5        | Dulce                         | Lusitana paixão     | 166    | 1ste   |
| 6        | Pedro Chaves & Paula Monteiro | Sem adeus           | 67     | 7de    |
| 7        | Carla Sofia                   | Te amo e não pensei | 146    | 3de    |
| 8        | Emanuel                       | Com muito amor      | 38     | 8ste   |

## In Rome
In Italië moest Portugal optreden als 12de na Ierland en voor Denemarken.
Na de puntentelling bleek dat Portugal als 8ste was geëindigd met een totaal van 62 punten. 
Nederland nam niet deel in 1991 en België had geen punten over voor deze inzending.

### Gekregen punten

#### Finale
| 12 punten | 10 punten              | 8 punten  | 7 punten                | 6 punten                            |
| --------- | ---------------------- | --------- | ----------------------- | ----------------------------------- |
|           | - Frankrijk - Spanje   | - IJsland | - Finland - Zweden      |                                     |
| 5 punten  | 4 punten               | 3 punten  | 2 punten                | 1 punt                              |
| - Turkije | - Cyprus - Griekenland |           | - Luxemburg - Noorwegen | - Denemarken - Italië - Zwitserland |

### Punten gegeven door Portugal

#### Finale
Punten gegeven in de finale:
| 12 punten | Italië              |
| 10 punten | Zweden              |
| 8 punten  | Spanje              |
| 7 punten  | Malta               |
| 6 punten  | Zwitserland         |
| 5 punten  | Frankrijk           |
| 4 punten  | Israël              |
| 3 punten  | Cyprus              |
| 2 punten  | Luxemburg           |
| 1 punt    | Verenigd Koninkrijk |

1964 · 1965 · 1966 · 1967 · 1968 · 1969 · 1970 · 1971 · 1972 · 1973 · 1974 · 1975 · 1976 · 1977 · 1978 · 1979 · 1980 · 1981 · 1982 · 1983 · 1984 · 1985 · 1986 · 1987 · 1988 · 1989 · 1990 · 1991 · 1992 · 1993 · 1994 · 1995 · 1996 · 1997 · 1998 · 1999 · 2000 · 2001 · 2002 · 2003 · 2004 · 2005 · 2006 · 2007 · 2008 · 2009 · 2010 · 2011 · 2012 · 2013 · 2014 · 2015 · 2016 · 2017 · 2018 · 2019 · 2020 · 2021 · 2022 · 2023 · 2024 · 2025